# Gian Gerolamo Grumelli
Gian Gerolamo Grumelli, Giovan o Giovanni (Bergamo, 1536 – Bergamo, 1610), è stato un nobile italiano.

## Biografia
Gian Gerolamo era figlio di Marcantonio Grumelli e di Medea Rossi considerate tra le persone più autorevoli di Bergamo del XVI secolo che abitavano palazzo Grumelli in via Porta Dipinta. Compì i suoi studi di legge a Padova, facendo poi ritorno a Bergamo dove sposò Maria figlia di Francesco Secco d'Aragona di Calcio nel 1560. La moglie morì improvvisamente e il Grumelli sposò in secondo nozze nel 1561 Isotta, figlia di Giovanni Girolamo Brembati, anche per lei erano le seconde nozze, era infatti vedova del fratello del maritoː Lelio Grumelli, e portava ben quattro figli del primo matrimonio. Da questa unione nacquero cinque figli: Fulvia, Maria Virginia, Isotta, Bartolomeo Fulvio e Gianfranco, questi ultimi due morti nei primi mesi di vita.
Nel 1560 il Moroni fece di il ritratto di entrambi, si potrebbe presumere che siano stati commissionati in occasione del loro matrimonio, ritratti che poi vennero sempre esposti insieme. Gian Gerolamo, rimase vedovo una seconda volta, e nel 1587 si risposò con Camilla Pedrocca di Brescia.

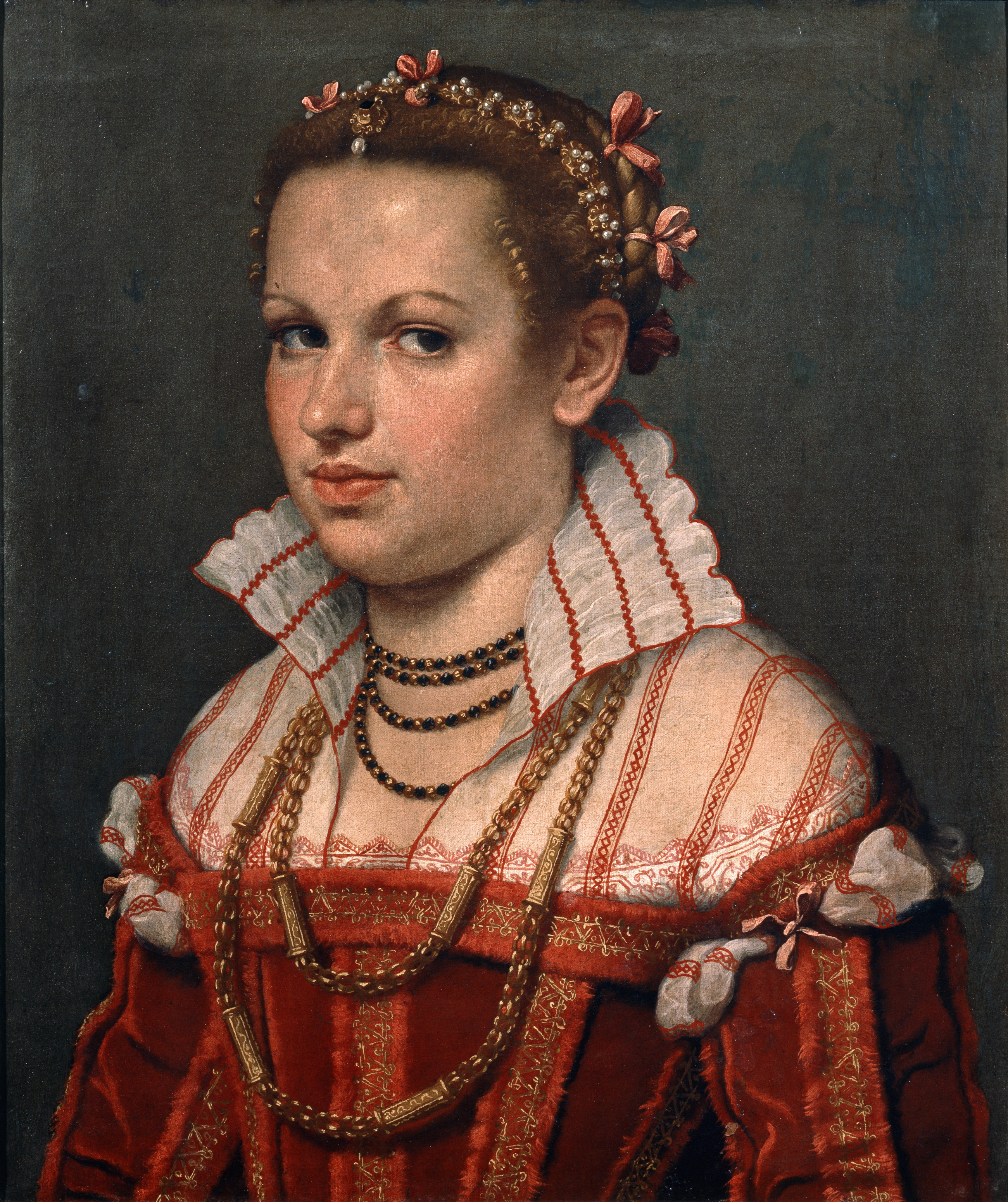
Isotta Brembati-Giovanni Battista Moroni-1560

Il ritratto che ne fece il Moroni è uno dei più conosciuti dell'artista e raffigura il committente in abiti dalla foggia spagnola di un acceso rosa corallo, accanto al soggetto, su di un bassolievo, la scritta Mas el çagnero que el primero (meglio essere il secondo, o l'ultimo, che il primo), questo portò alla considerazione che fosse filospagnolo, tanto era evidente questa raffigurazione, ma poi non si spiegano le innumerevoli cariche pubbliche cui venne nominato il Grumelli in una città che viveva il dominio veneto. 
Il Grumelli venne nominato  Cavaliere dello Speron d'oro, e molti furono infatti gli incarichi che ricevette in Bergamo, fu presidente del Tribunale del Paci, dell'Hospedale, e del Pio luogo della Magnifica Pietà, nel 1580 fu nominato deputato con Giorgio Passi ed Ercole Tassi - entrambi ritratti dal Moroni - delle stampe, e risulta tra i favorevoli alla costruzione delle mura veneziane nel 1561. 
Il Grumelli risulterebbe giurista ed esperto nelle questioni di confine dal governo veneto, e Bergamo era città di confine, con Milano filospagnola, e con la Svizzera e la Valtellina, che erano importanti vie di scambio delle merci, sia in entrata che in uscita dal territorio, gli venne affidato l'organizzazione dell'archivio dei documenti confinanti.
Di estrema importanza fu la sua collaborazione con il cardinale Borromeo, la corrispondenza tra i due è conservata presso la Biblioteca Ambrosiana di Milano, queste lettere raccontano la delicata situazione esistente tra le due città, una dominata da Venezia e l'altra dagli spagnoli, ma che era unita nella riorganizzazione ecclesiastica dopo il Concilio di Trento. Da questi scritti si desume come il Grumelli fosse riuscito a consigliare il cardinale nell'assegnare gli spostamenti di religiosi e canonici nelle nuove sedi, soddisfando anche le esigenze locali, tanto lontane dal cardinale. In cambio il Grumelli ricevette alcuni favori, per sé e per la moglie Isotta, relativamente all'eredità del figlio Flaminio avuto dal primo matrimonio sui beni milanesi.
Ricevette molte onorificenze, nel 1560 papa Pio IV lo nominò conte del Sacro Palazzo con i fratelli Marcantonio e Giambattista, e nel 1562 cavaliere aurato. L'imperatore Federico II, nel 1591, confermò il titolo equestre estendendolo ai fratelli.